# Надя Стайлс
Надя Стайлс (на английски: Nadia Styles) е артистичен псевдоним на американската порнографска актриса Патрис Ролдан (Patrice Roldan), родена на 25 юни 1982 г. в Лос Анджелис, щата Калифорния, САЩ.